# Alfred Wielopolski
Alfred Feliks Wielopolski (ur. 19 października 1905 w Chrobrzu, zm. 24 maja 1996 w Szczecinie) – polski historyk prawa i gospodarki, prof. zwycz. Politechniki Szczecińskiej, specjalista w dziedzinie nauk politycznych i ekonomicznych.

## Życiorys
Pochodził z magnackiego rodu Wielopolskich h. Starykoń. Urodził się 19 października 1905 roku w Chrobrzu, w rodzinie Aleksandra Erwina (1875–1937) i Zofii z hr. Broel-Platerów (1879–1926). W 1923 roku ukończył Gimnazjum im. św. Stanisława Kostki w Warszawie i zdał egzamin maturalny. Przez 4 lata studiował prawo na Uniwersytecie Warszawskim. Następnie w Montpellier we Francji odbył kurs przygotowawczy do studiów medycznych. W roku 1927 uzyskał magisterium w dziedzinie prawa na Uniwersytecie Warszawskim. W latach 1928–1929 odbył służbę wojskową w Szkole Podchorążych Rezerwy we Włodzimierzu Wołyńskim oraz w 10. Dywizjonie Artylerii Konnej w Jarosławiu. Po zakończeniu służby wojskowej uzupełniał swe wykształcenie na Wydziale Ekonomii i Nauk Politycznych Uniwersytetu we Fryburgu, gdzie w 1931 roku otrzymał stopień doktora nauk politycznych i ekonomicznych na podstawie pracy nt. emigracji Polaków do Ameryki Południowej (zob. np. Polonia urugwajska, Polonia i Polacy w Argentynie, Polonia w Peru).
Po doktoracie wrócił do Polski. Był początkowo, w latach 1932–1933, starostą wieluńskim. W latach 1934–1937 pracował w Kancelarii Cywilnej Prezydenta RP, Ignacego Mościckiego, a następnie został zatrudniony w Biurze Senatu RP. Niedługo przed wybuchem wojny, w roku 1939, został dyrektorem tego Biura.
Bezpośrednio po zakończeniu wojny pracował jako asystent-wolontariusz w Katedrze Ekonomii Rolnej Uniwersytetu Jagiellońskiego oraz pełnił funkcję sekretarza naukowego Instytutu Bałtyckiego. W końcu roku 1946 został kuratorem Biblioteki Akademii Handlowej w Poznaniu i włączył się do organizacji Akademii Handlowej w Szczecinie, w której wykładał prawo skarbowe i historię gospodarczą.
W latach 1951–1956, w związku z represjami okresu stalinowskiego, otrzymał zakaz pracy dydaktycznej. Został zatrudniony w Wojewódzkim Archiwum Państwowym w Szczecinie. Powrót do pracy akademickiej umożliwił mu „polski październik” roku 1956. Akademia Handlowa była już wówczas przekształcona w jeden z wydziałów Politechniki Szczecińskiej (PS). Alfred Wielopolski otrzymał w PS stanowisko profesora nadzwyczajnego w roku 1959 i tytuł profesora w roku 1968. Pełnił funkcję kierownika Katedry Historii Gospodarczej oraz Zakładu Historii Gospodarczej i Doktryn Ekonomicznych. Na emeryturę odszedł w roku 1976.
Był współorganizatorem i aktywnym członkiem Szczecińskiego Towarzystwa Naukowego, Instytutu Zachodniopomorskiego i Szczecińskiego Oddziału Polskiego Towarzystwa Historycznego. Współpracował z Uniwersytetem Szczecińskim jako konsultant naukowy w zakresie nauk humanistycznych i ekonomicznych. W roku 2016 Naczelna Dyrekcja Archiwów Państwowych opublikowała wspomnienia Alfreda Wielopolskiego pt. Z herbem po służbach, ISBN 978-83-64806-46-9.
Ożenił się 21 września 1935 roku z Marią Salomeą Woytkowską h. Lubicz (1916–2007). Mieli czworo dzieci: Jana Marcina (ur. 1936), Zofię Salomeę (ur. 1938), Agnieszkę Marię (ur. 1941) i Andrzeja (ur. 1945). Żona odeszła od niego w 1951, a w 1962 przeprowadzili formalny rozwód.
Zmarł w Szczecinie w roku 1996. Został pochowany na szczecińskim cmentarzu Centralnym (kwatera 42d-13-4).

## Publikacje (wybór)[13][14]
- L'émigration polonaise en Amérique du Sud, l'Oeuvre de Saint-Paul, 1931
- Bydgoszcz: nowe zadania i widoki rozwoju, Wydawnictwo Instytutu Bałtyckiego, 1945
- Elbląg: dzieje i przyszłość, Referaty i materiały, Instytut Bałtycki, 1946
- Tolkmicko nad Zalewem Wiślanym, Wydawnictwo Związku Gospodarczego Miast Morskich, 1946
- Wojewódzkie Archiwum Państwowe w Szczecinie (współautor: Irena Okoń), 1953
- Rola badań historycznych w kulturalnym zagospodarowaniu Pomorza Zachodniego, Instytut Zachodnio-Pomorski, 1957
- Gospodarka Pomorza Zachodniego w latach 1800–1918 (tom 2), Szczecińskie Towarzystwo Naukowe, Wydział Nauk Społecznych, 1959
- Archiwum Książąt Szczecińskich, Wydawnictwo Archiwów Państwowych, 1962
- Ustrój polityczny Pomorza Zachodniego w XIX wieku, Wydawnictwo Poznańskie, 1965
- Pomorze Zachodnie, Wydawnictwo Poznańskie, 1966
- Zarys dziejów transportu, Wydawnictwo Uczelniane Politechniki Szczecińskiej, 1969
- Rozwój komunikacji miejskiej w Szczecinie w latach 1945–1970, Instytut Zachodnio-Pomorski, 1970
- Zarys gospodarczych dziejów transportu do roku 1939, Wydawnictwo Komunikacji i Łączności, 1975

## Wyróżnienia
Otrzymał tytuły:
- doktora honoris causa Politechniki Szczecińskiej (1975),
- doktora honoris causa Uniwersytetu Szczecińskiego (1995),
- honorowego prezesa Szczecińskiego Oddziału Polskiego Towarzystwa Historycznego.

## Upamiętnienie
Na stronie internetowej Urzędu Miasta Szczecin „Groby zasłużonych Szczecinian” napisano: 

Nie tylko potomek arystokratycznego rodu, ale także arystokrata ducha. Wszechstronnie wykształcony, władający biegle kilkoma językami erudyta. […] Jego dorobek naukowy jest imponujący – kilka książek, setki referatów i artykułów. Wśród nich bardzo ważne dla badań nad historią regionu […]